# Lymantria carneola
Lymantria carneola este o specie de molii din genul Lymantria, familia Lymantriidae, descrisă de Moore 1879 Conform Catalogue of Life specia Lymantria carneola nu are subspecii cunoscute.